# Sherlock Holmes in Washington
Sherlock Holmes in Washington (en España: Sherlock Holmes en Washington) es una película de intriga policíaca estadounidense de 1943 dirigida por Roy William Neill. Es la quinta película de la serie de 14 películas de Sherlock Holmes con el actor Basil Rathbone interpretando al famoso detective. La trama es una historia original que no se basa en ninguno de los cuentos de Holmes de Sir Arthur Conan Doyle.

## Sinopsis
La película se ambienta durante la II Guerra Mundial, donde un agente secreto británico, que lleva consigo un valioso y vital documento, es secuestrado de camino a Washington. Entonces el gobierno británico llama a Sherlock Holmes para recuperarlo.

## Reparto
- Basil Rathbone - Sherlock Holmes
- Nigel Bruce - Dr. Watson
- Marjorie Lord - Nancy Partridge
- Henry Daniell - William Easter
- George Zucco - Heinrich Hinkel
- John Archer - Lt. Pete Merriam
- Gavin Muir - Mr. Lang
- Edmund MacDonald - Detective Lt. Grogan
- Don Terry - Howe
- Bradley Page - Cady
- Holmes Herbert - Mr. Ahrens
- Thurston Hall - Senador Henry Babcock
- Gerald Hamer - Alfred Pettibone o "John Grayson" (sin acreditar)
- Clarence Muse - George, portero (sin acreditar)
- Ian Wolfe - Empleado de tienda de antigüedades (sin acreditar)
- Mary Gordon - Sra. Hudson